# Джонс, Кингсли
Филипп Кингсли Брайан Джонс (англ. Philip Kingsley Brian Jones, родился 19 июня 1969 в католическом приходе Бедвелти, Южный Уэльс) — валлийский регбист и тренер. Сын Кингсли Даниэля Джонса, профессионального регбиста и тренера. С 2012 по 2014 годы был главным тренером сборной России по регби, и с 2017 по 2024 год — главным тренером сборной Канады по регби.

## Карьера игрока
Джонс был левым нападающим и выступал в третьей линии схватки. Начинал карьеру в местом клубе «Абертиллери», позже выступал с 1993 года за «Кросс Киз» и был его капитаном. Позже он перешёл в команду «Понтиприт» из Премьер-дивизиона Уэльса. Под руководством Денниса Джона он стал сильным левым нападающим, способным играть на позициях фланкера и восьмого, и на этих позициях играл в течение своего единственного сезона в «Понтиприте».
С 1995 года Джонс играл за «Эббу-Вейл», будучи игроком задней линии, и с первых дней своего пребывания в клубе был капитаном. 24 августа 1996 года дебютировал за сборную Уэльса в игре против звёздного клуба «Барбарианс». Через месяц состоялся его полноценный дебют в тестовых матчах против Франции в Кардиффе. В 1998 году он привёл «Эббу-Вейл» к первому финалу Кубка вызова Валлийского регбийного союза, в котором команда проиграла «Лланелли» со счётом 19:12. В том же году он был капитаном в игре против ЮАР, но этот 10-й матч стал последним для него в сборной. Причиной ухода из сборной стала травма ахилла.
После сезона 1998/1999 Джонс играл за команду «Глостер» на протяжении трёх сезонов и с первого матча был её капитаном. Позже представлял «Вустер Уорриорз» в сезоне 2001/2002, в третий раз став капитаном команды с самой первой встречи. Ещё один сезон он отыграл в «Понтиприте», а карьеру завершал в составе «Донкастер Найтс» как играющий тренер. Всего в его карьере было более 100 матчей за валлийские команды, а в 2000 году Джонс даже стал игроком мирового звёздного клуба «Барбарианс», который совершил турне по Ирландии, Шотландии и Англии.

## Карьера тренера

### Сейл Шаркс (2004—2011)
Джонс начинал свою карьеру тренера в клубе «Донкастер Найтс». После сезона 2003/2004 стал тренером нападающих в клубе «Сейл Шаркс» в штабе Филиппа Сен-Андре на сезон 2004/2005. Клуб в том сезоне дошёл до полуфинала чемпионата Англии, проиграв там «Лондон Уоспс» со счётом 43:22, а также выиграл Европейский кубок вызова, нанеся поражение «Сексьон Палуаз» со счётом 27:3. В 2005 году Сен-Андре стал спортивным директором клуба, а Джонс сменил его на посту главного тренера и вытащил команду в финал, где та обыграла клуб «Лестер Тайгерс» со счётом 45:20 и выиграла впервые чемпионат Англии. В Кубке Хейнекен, однако, «акулы» проиграл в четвертьфинале французскому клубу «Биарриц Олимпик» со счётом 11:6.
В сезоне 2006/2007 команда опустилась на 10-е место в чемпионате Англии и не вышла из группы Кубка Хейнекен. В сезоне 2007/2008 команда чуть не вылетела из Английской Премьер-Лиги, сумев только-только добраться до полуфинала Кубка вызова и проиграть там «Бату» 14:36. В сезоне 2008/2009 произошли изменения: Сен-Андре ушёл с поста спортивного директора и назначил Джонса своим преемником, а главным тренером в клубе стал Джейсон Робинсон. В первый год работы Джонса и Робинсона команда заняла 11-е место в чемпионате Англии и толком не отметилась в еврокубках. В сезоне 2010/2011 Джонс назначил вместо ушедшего Робинсона тренером клуба Майка Брюэра, однако последний не продержался и трёх месяцев, прежде чем был уволен.
В 2010 году команда «Барбарианс» под руководством Кингсли Джонса и Филиппа Сен-Андре провела матчи против Англии (поражение 28:35) и Ирландии (победа 29:23). В январе 2011 года Джонс покинул пост спортивного директора команды.

### Сборная России (2011—2014)
В феврале 2011 года Джонса позвали в сборную России в связи с тем, что команда готовилась к дебютному Кубку мира по регби в своей истории. Джонс стал консультантом и тренером нападающих при Николае Неруше, а за несколько месяцев до старта Кубка мира был назван и преемником Неруша. После ухода Неруша Джонс принял официально на себя должность главного тренера сборной России, подписав в ноябре 2011 года четырёхлетний контракт.
Первый матч сборная России с Джонсом провела 11 февраля 2012 года против Португалии, еле победив со счётом 33:32. Несмотря на победы над Украиной 38:19 и Испанией 41:37, россияне заняли только 4-е место в розыгрыше Кубка европейских наций 2010/2012. В Кубке наций IRB 2012 года россияне добились только победы над Уругваем со счётом 19:13. В сезоне Кубка европейских наций 2012/2014 россияне заняли 3-е место, пропустив вперёд Грузию и Румынию, однако 22 мая 2014 года, за считанные дни до матча плей-офф за выход в репечаж против Германии Джонс объявил, что по семейным обстоятельствам должен покинуть команду и не будет руководить сборной в дальнейших матчах репечажа. Россияне выиграли 31:20 и вышли в репечаж, но там потерпели итоговое поражение, упустив путёвку в игре против Уругвая (командой руководил Рафаэль Сен-Андре, брат Филиппа Сен-Андре, у которого работал Джонс). По итогам выступлений под руководством Джонса россияне выиграли из 26 матчей 11 (около 42 % побед) и ни разу не проиграли команде, находившейся ниже их сборной в рейтинге World Rugby.

### Ньюпорт Гвент Дрэгонс (2013—2017)
В июне 2013 года Кингсли Джонс стал консультантом в клубе «Ньюпорт Гвент Дрэгонс», которым руководил Лин Джонс, также будущий тренер российской сборной. Кингсли при этом совмещал свои обязанности тренера сборной и клуба. В феврале 2014 года после ухода Даррена Эдвардса из клуба Кингсли стал и спортивным директором, и главным тренером команды; ранее Лин Джонс и Кингсли Джонс также работали в «Лондон Уэлш» в 2012 году, где Кингсли был консультантом.
После провального сезона «драконов» 2013/2014 Кингсли был назначен тренером клуба «Дрэгонс». Его работа началась с проигрыша в гостях «Коннахту» 11:16; в 4-м туре Про12 команда одержала первую победу, выиграв у итальянского клуба «Бенеттон Тревизо» 15:33. Итоговым результатом стало 9-е место в регулярном чемпионате, однако команда выбила в плей-офф «Ленстер» впервые в своей истории (с 2009 года «драконы» не побеждали ленстерцев). В Европейском кубке вызова 2014/2015 был пройден клуб «Кардифф Блюз» со счётом 25:21, а в полуфинале «драконы» проиграли 16:45 «Эдинбургу».
В сезоне 2015/2016 «драконы» выиграли только четыре раза, в том числе по одному разу у «Манстера» и «Ленстера», а в полуфинале Европейского кубка вызова снова вышли в полуфинал, проиграв «Монпелье Эро» 12:22. В сезоне 2016/2017 «драконы» стали и вовсе 11-ми, набрав только 12 бонусов за поражения, а во второй части чемпионата Про12 выиграли всего один матч и проиграв последние 8 туров (последним матчем стал проигрыш «Блюз» 24:26). В июне 2017 года после вмешательства Валлийского регбийного союза было объявлено, что Джонс уйдёт с поста тренера, а его преемником будет Бернард Джекман.

### Сборная Канады (с 2017)
После отставки Джонс некоторое время возглавлял программу развития союзов валлийских общин в Валлийском регбийном союзе, но уже 21 сентября 2017 года сменил на посту тренера сборной Канады новозеландца Марка Энскомба. Дебют был неудачным: команда проиграла в Ванкувере 9:51 «Маори Олл Блэкс», а через неделю проиграла разгромно Грузии 22:54. Только 18 ноября, после 7 проигрышей, Джонс со сборной сумел обыграть Испанию 37:27, но год завершился разгромным поражением от Фиджи 17:57 — прежде «летучие фиджийцы» так Канаду не обыгрывали.
В феврале 2018 года Канада проиграла прямую путёвку на чемпионат мира от Америки Уругваю, потерпев два поражения 29:38 и 31:32 в двухматчевой серии и отправилась в репечаж. На чемпионате Америк 2018 года канадцы стали 4-ми, обыграв только Бразилию (45:5) и Чили (33:17). В июне 2018 года канадцы проиграли последовательно шотландцам (10:48), россиянам (20:43) и американцам (17:47). В ноябре 2018 года Джонс с командой сумел пробиться на Кубок мира, обыграв Кению, Германию и Гонконг.
В 2019 году канадцы заняли 5-е место в чемпионате обеих Америк, чего не было с 2016 года, когда турнир был учреждён, и обыграли лишь Чили. На Кубке тихоокеанских наций 2019 года канадцы проиграли все три матча.

## Семья
Дети — Дориан и Рис, также регбисты.